# Seznam medailistů na mistrovství Československa a Česka mužů a žen v běhu na 400 m

### Muži
| Rok          | Místo              | Zlato            | Výkon         | Stříbro          | Bronz            |
| ------------ | ------------------ | ---------------- | ------------- | ---------------- | ---------------- |
| MR ČSR 1945  | Praha              | Leopold Láznička | 50,0          | Milan Horecký    | Miloslav Šimonek |
| MR ČSR 1946  | Praha              | Leopold Láznička | 49,4          | Milan Ogoun      | Rudolf Smetana   |
| MR ČSR 1947  | Praha              | Jaroslav Přeček  | 50,2          | Lubomír Rek      | Milan Ogoun      |
| MR ČSR 1948  | Praha              | Jaromír Malý     | 51,0          | Jaroslav Přeček  | Rudolf Smetana   |
| MR ČSR 1949  | Praha              | Lubomír Rek      | 50,9          | Milan Horecký    | Aleš Poděbrad    |
| MR ČSR 1950  | Bratislava         | Aleš Poděbrad    | 49,5          | Leopold Láznička | Milan Fillo      |
| MR ČSR 1951  | Brno               | Aleš Poděbrad    | 49,0          | Zdeněk Šimek     | Jaroslav Přeček  |
| MR ČSR 1952  | Praha              | Milan Fillo      | 48,8          | Aleš Poděbrad    | Jaroslav Přeček  |
| MR ČSR 1953  | Praha              | Milan Fillo      | 49,0          | Lubomír Rek      | Čestmír Kodrle   |
| MR ČSR 1954  | Ostrava            | Pavol Vrecník    | 49,1          | Ludvík Liška     | Lubomír Rek      |
| MR ČSR 1955  | Brno               | Pavol Vrecník    | 48,6          | Ludvík Liška     | Jaroslav Jirásek |
| MR ČSR 1956  | Bratislava         | Josef Trousil    | 48,6          | Jaroslav Jirásek | Jozef Kočiš      |
| MR ČSR 1957  | Praha              | Josef Trousil    | 48,3          | Jozef Kočiš      | Pavol Havrlant   |
| MR ČSR 1958  | Ostrava            | Jaroslav Jirásek | 47,7          | Josef Trousil    | Jiří Výšek       |
| MR ČSR 1959  | Praha              | Jaroslav Jirásek | 48,2          | Josef Holub      | Jozef Kočiš      |
| MR ČSSR 1960 | Brno               | Josef Trousil    | 47,4          | Zdeněk Váňa      | Jaroslav Jirásek |
| MR ČSSR 1961 | Praha              | Josef Trousil    | 47,3          | Zdeněk Váňa      | Jaromír Šlégr    |
| MR ČSSR 1962 | Ostrava            | Josef Trousil    | 46,9          | Viliam Nedeljak  | Zdeněk Váňa      |
| MR ČSSR 1963 | Hradec Králové     | Zdeněk Váňa      | 48,2          | Viliam Nedeljak  | Pavel Vitouš     |
| MR ČSSR 1964 | Praha              | Josef Trousil    | 46,0          | Zdeněk Váňa      | Viliam Nedeljak  |
| MR ČSSR 1965 | Zábřeh             | Josef Trousil    | 46,6          | Jaromír Haisl    | Zdeněk Matějka   |
| MR ČSSR 1966 | Třinec             | Josef Trousil    | 47,8          | Jaromír Haisl    | Josef Hegyes     |
| MR ČSSR 1967 | Sokolov            | Josef Hegyes     | 46,7          | Josef Trousil    | Vladko Pavlů     |
| MR ČSSR 1968 | Jablonec nad Nisou | Josef Hegyes     | 47,4          | Pavel Zeman      | Jan Petrlík      |
| MR ČSSR 1969 | Považská Bystrica  | Tomáš Jungwirth  | 47,9          | Josef Hegyes     | Jan Petrlík      |
| MR ČSSR 1970 | Ostrava            | Tomáš Jungwirth  | 47,7          | Jiří Ryba        | Karel Šoch       |
| MR ČSSR 1971 | Praha              | Miroslav Tulis   | 46,8          | Josef Hegyes     | Karel Kučera     |
| MR ČSSR 1972 | Praha              | Miroslav Tulis   | 47,9          | Josef Hegyes     | Jindřich Kohout  |
| MR ČSSR 1973 | Banská Bystrica    | Ivan Daniš       | 47,2          | František Štross | Josef Hegyes     |
| MR ČSSR 1974 | Praha              | Miroslav Tulis   | 46,7          | František Štross | David Stejskal   |
| MR ČSSR 1975 | Bratislava         | Jindřich Kohout  | 47,2          | František Štross | Miroslav Záhořák |
| MR ČSSR 1976 | Třinec             | Ján Svrček       | 47,83         | Libor Šebesta    | František Štross |
| MR ČSSR 1977 | Ostrava            | Miroslav Tulis   | 46,33         | Libor Šebesta    | Ján Svrček       |
| MR ČSSR 1978 | Praha              | Karel Kolář      | 46,13         | Miroslav Tulis   | Josef Lomický    |
| MR ČSSR 1979 | Praha              | Karel Kolář      | 46,79         | Libor Šebesta    | Stanislav Sajdok |
| MR ČSSR 1980 | Praha              | Karel Kolář      | 46,54         | Dušan Malovec    | Josef Lomický    |
| MR ČSSR 1981 | Ostrava            | Dušan Malovec    | 47,62         | Vladimír Musil   | Miroslav Záhořák |
| MR ČSSR 1982 | Praha              | Stanislav Sajdok | 46,07         | František Břečka | Dušan Malovec    |
| MR ČSSR 1983 | Praha              | Ján Tomko        | 45,69         | František Břečka | Dušan Malovec    |
| MR ČSSR 1984 | Praha              | Ján Tomko        | 46,09         | Dušan Malovec    | Petr Břečka      |
| MR ČSSR 1985 | Praha              | Jindřich Roun    | 46,06         | Petr Břečka      | Dušan Malovec    |
| MR ČSSR 1986 | Bratislava         | Petr Břečka      | 46,87         | Dušan Malovec    | Pavel Hýsek      |
| MR ČSSR 1987 | Třinec             | Luboš Balošák    | 45,85         | Jindřich Roun    | Dušan Malovec    |
| MR ČSSR 1988 | Praha              | Luboš Balošák    | 46,55         | Tomáš Komárek    | Pavel Hýsek      |
| MR ČSSR 1989 | Banská Bystrica    | Luboš Balošák    | 46,57         | Jiří Janoušek    | Michal Báča      |
| MR ČSFR 1990 | Praha              | Luboš Jošťák     | 46,67         | Luboš Balošák    | Jindřich Roun    |
| MR ČSFR 1991 | Ostrava            | Jindřich Roun    | 46,63         | Jiří Janoušek    | Luboš Jošťák     |
| MR ČSFR 1992 | Nitra              | Jiří Janoušek    | 46,46         | Luboš Jošťák     | Jindřich Roun    |
| MR ČR 1993   | Jablonec nad Nisou | Petr Punčochář   | 47,59         | Vilém Ondráček   | Jiří Benda       |
| MR ČR 1994   | Jablonec nad Nisou | Jiří Benda       | 47,25         | Jiří Šveněk      | Jan Štejfa       |
| MR ČR 1995   | Ostrava            | Jan Štejfa       | 47,22         | Jiří Benda       | Jiří Mužík       |
| MR ČR 1996   | Praha              | Jan Poděbradský  | 46,34         | Jiří Mužík       | Jiří Šveněk      |
| MR ČR 1997   | Třinec             | Jiří Šveněk      | 48,13         | Radek Votava     | Karel Bláha      |
| MR ČR 1998   | Jablonec nad Nisou | Jan Poděbradský  | 46,15         | Jan Štejfa       | Michal Škvára    |
| MR ČR 1999   | Ostrava            | Karel Bláha      | 47,02         | Jan Hanzl        | Pavel Jelínek    |
| MR ČR 2000   | Plzeň              | Karel Bláha      | 45,82         | Jiří Mužík       | Jan Štejfa       |
| MR ČR 2001   | Jablonec nad Nisou | Karel Bláha      | 46,28         | Václav Bláha     | Jaroslav Teplý   |
| MR ČR 2002   | Ostrava            | Karel Bláha      | 46,00         | Jan Mazanec      | Jan Hanzl        |
| MR ČR 2003   | Olomouc            | Václav Bláha     | 46,46         | Filip Klvaňa     | Jan Hanzl        |
| MR ČR 2004   | Plzeň              | Jan Hanzl        | 46,44         | Karel Bláha      | Václav Bláha     |
| MR ČR 2005   | Kladno             | Karel Bláha      | 46,37         | Jan Hanzl        | Václav Bláha     |
| MR ČR 2006   | Praha              | Karel Bláha      | 46,21         | Filip Klvaňa     | Jan Hanzl        |
| MR ČR 2007   | Třinec             | Rudolf Götz      | 46,94         | Marek Hrubý      | Petr Klofáč      |
| MR ČR 2008   | Tábor              | Rudolf Götz      | 46,55         | Petr Szetei      | Petr Klofáč      |
| MR ČR 2009   | Praha              | Rudolf Götz      | 46,59         | Petr Szetei      | Petr Klofáč      |
| MR ČR 2010   | Třinec             | Rudolf Götz      | 47,06         | Theodor Jareš    | Jakub Holuša     |
| MR ČR 2011   | Brno               | Theodor Jareš    | 47,38         | Tomáš Bošek      | Pavel Jiráň      |
| MR ČR 2012   | Vyškov             | Daniel Němeček   | 46,36         | Jan Tesař        | Petr Lichý       |
| MR ČR 2013   | Tábor              | Jan Tesař        | 46,77         | Petr Lichý       | Jan Kubista      |
| MR ČR 2014   | Ostrava            | Daniel Němeček   | 46,09         | Patrik Šorm      | Jan Tesař        |
| MR ČR 2015   | Plzeň              | Jan Tesař        | 46,35         | Patrik Šorm      | Roman Flaška     |
| MR ČR 2016   | Tábor              | Patrik Šorm      | 46,60         | Jan Tesař        | Michal Desenský  |
| MR ČR 2017   | Třinec             | Patrik Šorm      | 46,33         | Daniel Němeček   | David César      |
| MR ČR 2018   | Kladno             | Pavel Maslák     | 46,09         | Patrik Šorm      | Michal Desenský  |
| MR ČR 2019   | Brno               | Patrik Šorm      | 46,73         | Jakub Veselý     | Lukáš Hodboď     |
| MR ČR 2020   | Plzeň              | Matěj Krsek      | 46,25         | Michal Desenský  | Jakub Veselý     |
| MR ČR 2021   | Zlín               | Matěj Krsek      | 46,40         | Patrik Šorm      | Pavel Maslák     |
| MR ČR 2022   | Hodonín            | Matěj Krsek      | 45,55 Rek. MR | Patrik Šorm      | Pavel Maslák     |
| MR ČR 2023   | Tábor              | Matěj Krsek      | 45,79         | Patrik Šorm      | Michal Desenský  |
| MR ČR 2024   | Zlín               | Matěj Krsek      | 46,04         | Patrik Šorm      | Milan Ščibráni   |
| MR ČR 2025   |                    |                  |               |                  |                  |

### Ženy
| Rok          | Místo              | Zlato                 | Výkon         | Stříbro                      | Bronz                      |
| ------------ | ------------------ | --------------------- | ------------- | ---------------------------- | -------------------------- |
| MR ČSR 1955  | Brno               | Bedřiška Müllerová    | 59,7          | Marie Hladíková              | Jaroslava Hondlíková       |
| MR ČSR 1956  | Bratislava         | Bedřiška Müllerová    | 59,2          | Miloslava Svobodová          | Dagmar Košilková           |
| MR ČSR 1957  | Praha              | Bedřiška Müllerová    | 57,8          | Alena Schusterová            | Monika Kropáčová           |
| MR ČSR 1958  | Ostrava            | Gertruda Prokopová    | 57,5          | Marta Pospíšilová            | Monika Kropáčová           |
| MR ČSR 1959  | Praha              | Bedřiška Kulhavá      | 57,7          | Gertruda Dudová-Prokopová    | Jiřina Soldátová           |
| MR ČSSR 1960 | Brno               | Jiřina Soldátová      | 59,1          | Jitka Mánková                | Božena Duchoslavová        |
| MR ČSSR 1961 | Praha              | Jiřina Soldátová      | 57,8          | Bedřiška Kulhavá             | Božena Duchoslavová        |
| MR ČSSR 1962 | Ostrava            | Jiřina Soldátová      | 56,6          | Libuše Králíčková            | Renata Prokopová           |
| MR ČSSR 1963 | Hradec Králové     | Libuše Králíčková     | 57,0          | Božena Duchoslavová          | Renata Prokopová           |
| MR ČSSR 1964 | Praha              | Anna Blanáriková      | 55,0          | Libuše Eichlerová-Králíčková | Renata Vaculová-Prokopová  |
| MR ČSSR 1965 | Zábřeh             | Libuše Eichlerová     | 55,5          | Libuše Macounová             | Marie Brabcová             |
| MR ČSSR 1966 | Třinec             | Anna Chmelková        | 54,3          | Libuše Eichlerová            | Anna Majtánová             |
| MR ČSSR 1967 | Sokolov            | Libuše Macounová      | 55,4          | Marie Otová-Brabcová         | Soňa Firytová              |
| MR ČSSR 1968 | Jablonec nad Nisou | Anna Chmelková        | 54,1          | Libuše Macounová             | Marie Otová                |
| MR ČSSR 1969 | Považská Bystrica  | Anna Chmelková        | 54,7          | Libuše Macounová             | Marie Otová                |
| MR ČSSR 1970 | Ostrava            | Libuše Macounová      | 56,8          | Marie Kejnarová              | Libuše Suchánková          |
| MR ČSSR 1971 | Praha              | Libuše Macounová      | 54,5          | Jozefína Čerchlanová         | Marie Kejnarová            |
| MR ČSSR 1972 | Praha              | Vlasta Seifertová     | 55,0          | Jozefína Čerchlanová         | Jarmila Kratochvílová      |
| MR ČSSR 1973 | Banská Bystrica    | Jozefína Čerchlanová  | 54,9          | Libuše Macounová             | Jindřiška Heřmanská        |
| MR ČSSR 1974 | Praha              | Jozefína Čerchlanová  | 52,3          | Eva Štefková                 | Eva Kovalčíková            |
| MR ČSSR 1975 | Bratislava         | Eva Kovalčíková       | 53,9          | Eva Štefková                 | Jitka Birnbaumová          |
| MR ČSSR 1976 | Třinec             | Jarmila Kratochvílová | 54,64         | Alena Junová                 | Zuzana Moravčíková         |
| MR ČSSR 1977 | Ostrava            | Eva Ráková            | 54,64         | Olga Kmochová                | Jitka Birnbaumová          |
| MR ČSSR 1978 | Praha              | Eva Ráková            | 54,64         | Olga Kmochová                | Jitka Birmbaumová          |
| MR ČSSR 1979 | Praha              | Olga Kmochová         | 54,46         | Zuzana Moravčíková           | Hana Slámová               |
| MR ČSSR 1980 | Praha              | Zuzana Moravčíková    | 53,72         | Věra Tylová                  | Olga Kmochová              |
| MR ČSSR 1981 | Ostrava            | Taťána Kocembová      | 52,41         | Milena Matějkovičová         | Věra Tylová                |
| MR ČSSR 1982 | Praha              | Jarmila Kratochvílová | 49,03         | Věra Tylová                  | Milena Matějkovičová       |
| MR ČSSR 1983 | Praha              | Jarmila Kratochvílová | 48,85 Rek. MR | Taťána Kocembová             | Milena Matějkovičová       |
| MR ČSSR 1984 | Praha              | Jarmila Kratochvílová | 49,47         | Alena Bulířová               | Renata Černochová          |
| MR ČSSR 1985 | Praha              | Alena Bulířová        | 52,33         | Věra Tylová                  | Martina Raabová            |
| MR ČSSR 1986 | Bratislava         | Jana Mrovcová         | 53,01         | Věra Tylová                  | Martina Raabová            |
| MR ČSSR 1987 | Třinec             | Alena Paříková        | 53,78         | Jana Mrovcová                | Helena Dziurová            |
| MR ČSSR 1988 | Praha              | Alena Paříková        | 52,66         | Helena Dziurová              | Taťána Slaninová           |
| MR ČSSR 1989 | Banská Bystrica    | Taťána Slaninová      | 52,90         | Helena Dziurová              | Marcela Tomšová            |
| MR ČSFR 1990 | Praha              | Jana Blažková         | 54,97         | Naděžda Tomšová              | Martina Pavlištíková       |
| MR ČSFR 1991 | Ostrava            | Naděžda Tomšová       | 53,39         | Ludmila Formanová            | Radka Lukavská             |
| MR ČSFR 1992 | Nitra              | Helena Dziurová       | 52,91         | Naděžda Tomšová              | Ludmila Formanová          |
| MR ČR 1993   | Jablonec nad Nisou | Naděžda Koštovalová   | 52,91         | Ludmila Formanová            | Iveta Pořízková            |
| MR ČR 1994   | Jablonec nad Nisou | Naděžda Koštovalová   | 52,80         | Helena Dziurová              | Hana Benešová              |
| MR ČR 1995   | Ostrava            | Hana Benešová         | 52,52         | Naděžda Koštovalová          | Denisa Obdržálková-Němcová |
| MR ČR 1996   | Praha              | Helena Fuchsová       | 52,11         | Martina Pavlištíková         | Denisa Glozarová           |
| MR ČR 1997   | Třinec             | Helena Fuchsová       | 51,86         | Naděžda Koštovalová          | Jitka Burianová            |
| MR ČR 1998   | Jablonec nad Nisou | Jitka Burianová       | 53,50         | Martina Morawska             | Denisa Glozarová           |
| MR ČR 1999   | Ostrava            | Helena Fuchsová       | 50,88         | Denisa Krejčová              | Martina Morawska           |
| MR ČR 2000   | Plzeň              | Jitka Burianová       | 52,51         | Hana Benešová                | Eva Follnerová             |
| MR ČR 2001   | Jablonec nad Nisou | Tereza Žížalová       | 53,97         | Klára Dubská                 | Eva Horová                 |
| MR ČR 2002   | Ostrava            | Ludmila Formanová     | 53,05         | Tereza Žížalová              | Helena Fuchsová            |
| MR ČR 2003   | Olomouc            | Eva Follnerová        | 54,34         | Jitka Bartoničková           | Jitka Burianová            |
| MR ČR 2004   | Plzeň              | Zuzana Bergrová       | 54,95         | Michaela Rinková             | Jitka Bartoničková         |
| MR ČR 2005   | Kladno             | Jitka Bartoničková    | 54,93         | Drahomíra Eidrnová           | Jana Polívková             |
| MR ČR 2006   | Praha              | Zuzana Hejnová        | 53,43         | Ludmila Formanová            | Veronika Jelínková         |
| MR ČR 2007   | Třinec             | Jitka Bartoničková    | 53,70         | Drahomíra Eidrnová           | Eva Follnerová             |
| MR ČR 2008   | Tábor              | Jitka Bartoničková    | 53,78         | Drahomíra Eidrnová           | Veronika Jelínková         |
| MR ČR 2009   | Praha              | Zuzana Hejnová        | 52,61         | Jitka Bartoničková           | Drahomíra Eidrnová         |
| MR ČR 2010   | Třinec             | Jitka Bartoničková    | 54,18         | Jana Slaninová               | Jana Sajdoková             |
| MR ČR 2011   | Brno               | Jitka Bartoničková    | 54,85         | Veronika Šťastná             | Pavla Rousková             |
| MR ČR 2012   | Vyškov             | Jitka Bartoničková    | 52,72         | Lenka Masná                  | Jana Slaninová             |
| MR ČR 2013   | Tábor              | Jitka Bartoničková    | 52,87         | Lenka Masná                  | Jana Slaninová             |
| MR ČR 2014   | Ostrava            | Helena Jiranová       | 54,29         | Klára Lepešková              | Jana Slavíková             |
| MR ČR 2015   | Plzeň              | Helena Jiranová       | 55,15         | Lenka Masná                  | Klára Lepešková            |
| MR ČR 2016   | Tábor              | Denisa Rosolová       | 54,11         | Zdeňka Seidlová              | Alena Ulrichová            |
| MR ČR 2017   | Třinec             | Barbora Malíková      | 54,03         | Tereza Petržilková           | Petra Muzikantová          |
| MR ČR 2018   | Kladno             | Alena Symerská        | 53,02         | Zdeňka Seidlová              | Lada Vondrová              |
| MR ČR 2019   | Brno               | Lada Vondrová         | 51,71         | Zuzana Hejnová               | Tereza Petržilková         |
| MR ČR 2020   | Plzeň              | Barbora Malíková      | 51,65         | Lada Vondrová                | Martina Hofmanová          |
| MR ČR 2021   | Zlín               | Barbora Malíková      | 51,23         | Tereza Petržilková           | Martina Hofmanová          |
| MR ČR 2022   | Hodonín            | Lada Vondrová         | 51,13         | Tereza Petržilková           | Jana Slavíková             |
| MR ČR 2023   | Tábor              | Lada Vondrová         | 51,13         | Lurdes Gloria Manuel         | Tereza Petržilková         |
| MR ČR 2024   | Zlín               | Lurdes Gloria Manuel  | 51,91         | Tereza Petržilková           | Marcela Pírková            |
| MR ČR 2025   |                    |                       |               |                              |                            |